# گلی درق سفلی
گلی درق سفلی یک روستا در ایران است که در دهستان صلوات واقع شده‌است. گلی درق سفلی ۵۲ نفر جمعیت دارد.